# Kung Fu de la Mantis Religiosa del Sur
El Kung Fu de la Mantis Religiosa del Sur (en chino, 南派螳螂; pinyin, nán pài tángláng) es un estilo dentro de las artes marciales de China.
Pese a su nombre, no tiene relación directa con el Kung fu de la Mantis Religiosa del Norte.
En realidad está más relacionado con estilos Hakka tales como el Kung fu del Dragón y, aunque más distanciado, a la familia de estilos Fujian, entre los que se encuentran la Grulla Blanca Fujian, los Cinco Ancestros y el Wing Chun.

## Características
La Mantis Religiosa del Sur es un estilo de lucha de corta distancia que pone mucho énfasis en técnicas Nei Jin y tiene aspectos tanto de neijia, lo suave e interno, como de lo duro y externo.
Tal como sucede en otros estilos sureños, los brazos son la principal arma, quedando las patadas relegadas a la cintura y por debajo.
Por consiguiente se trata de estirar y fortalecer los brazos. Cuando un brazo extendido tiene fuerza, ayuda al practicante a moverse más rápido ya que sus brazos no necesitan replegarse para obtener más fuerza, como se da en el boxeo o en otros sistemas de lucha.
Como el Wing Chun y el Xingyiquan—otros estilos creados puramente como artes de lucha— la Mantis Religiosa del Sur 
no posee valor estético, valor que si tiene la mantis del norte y otros estilos.
El Kung Fu de la Mantis Religiosa del Sur recoge datos de la medicina china tradicional, en particular el concepto de meridianos, que usa para el Din Mak (golpe mortal) y el Tui Na (masaje de acupresión)

## Ramas
Entre las ramas principales del estilo están:
- Chow Gar (周家; familia Chow)
- Chu Gar (朱家; familia Chu)
- Kwong Sai Jook Lum (江西竹林; Jiangxi bosque de bambú)
- Dit Ngau- iron ox mantis (鐵牛, búfalo de hierro)

## Enlaces de interés
Sitios en español
https://ditnaupai.cl/ (enlace roto disponible en Internet Archive; véase el historial, la primera versión y la última).
- https://web.archive.org/web/20130119090120/http://www.mantiskungfu.com.ar/

Sitios en inglés pero con imágenes del estilo Mantis Religiosa.
- http://www.wutangcenter.com/wt/index.html
- https://web.archive.org/web/20060618201251/http://pachitanglang.com/styles/tanglang.htm
- https://web.archive.org/web/20060618200437/http://pachitanglang.com/gallery/index.htm